# ابر فرازکومه‌ای
فرازکومه‌ای یا آلتوکومولوس (altocumulus) از انواع ابر است. این نوع ابر تکه یا برگه یا لایهٔ ابر سفید یا خاکستری، یا سفید و خاکستری است، غالباًً با سایه‌روشن، به شکل برگه و توده‌های گرد، که گاهی بخشی از آنها رشته‌رشته یا پخش شده است و امکان دارد در هم فرورفته یا نرفته باشد.
فرازکومه‌ای ابری متوسط مرکب از توده‌ای از تکه‌های کوچک، بالنسبه نازک و کروی است و گاهی چنان بهم نزدیکند که لبه‌های آنها بهم وصل می‌شود.
ابری که از ابر فرازکومه‌ای زاده شده باشد را فرازکومه‌ای‌زاد altocumulogenitus و ابری که از تحول درونی ابر فرازکومه‌ای به وجود آید را فرازکومه‌ای‌گشت altocumulomutatus می‌گویند.

## نگارخانه

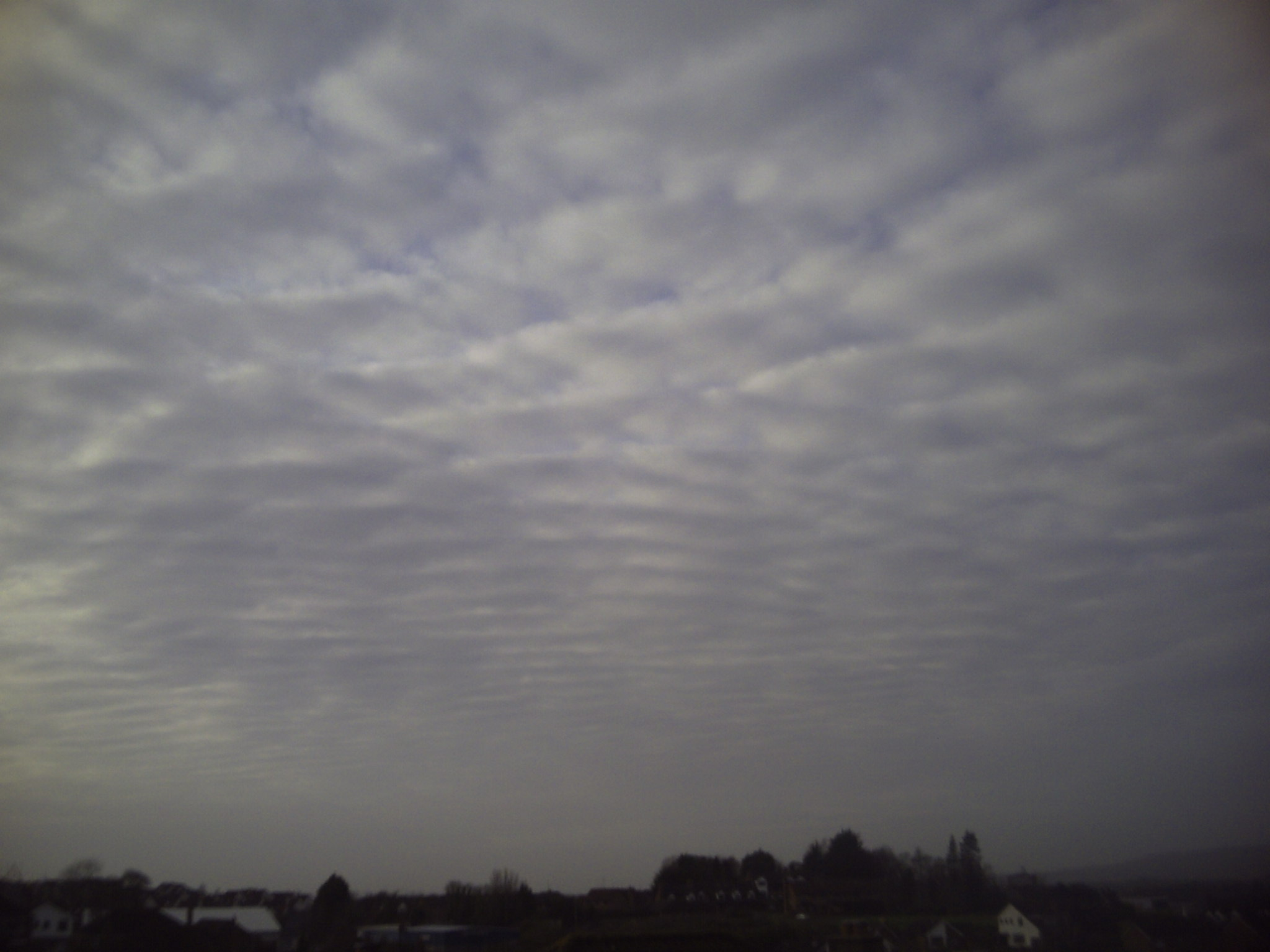
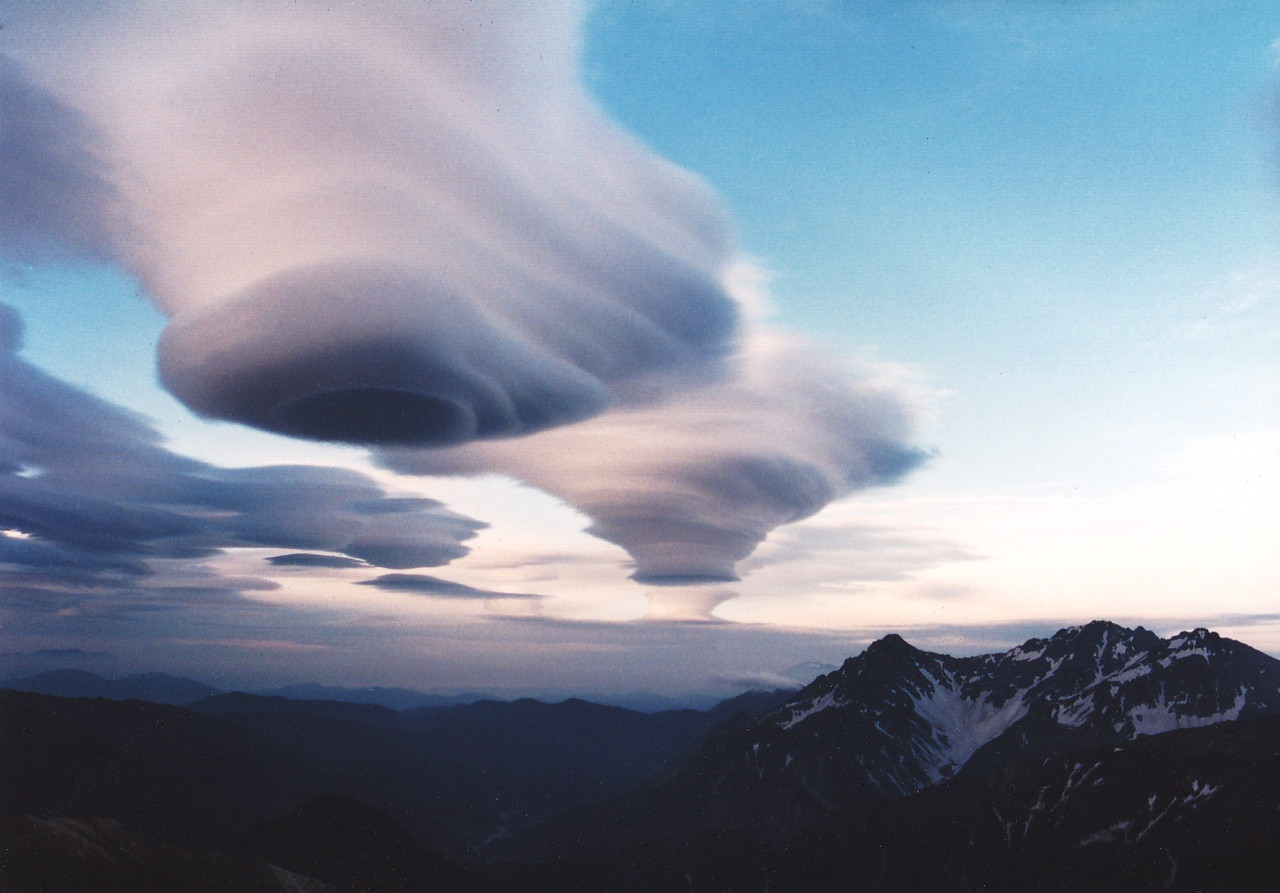
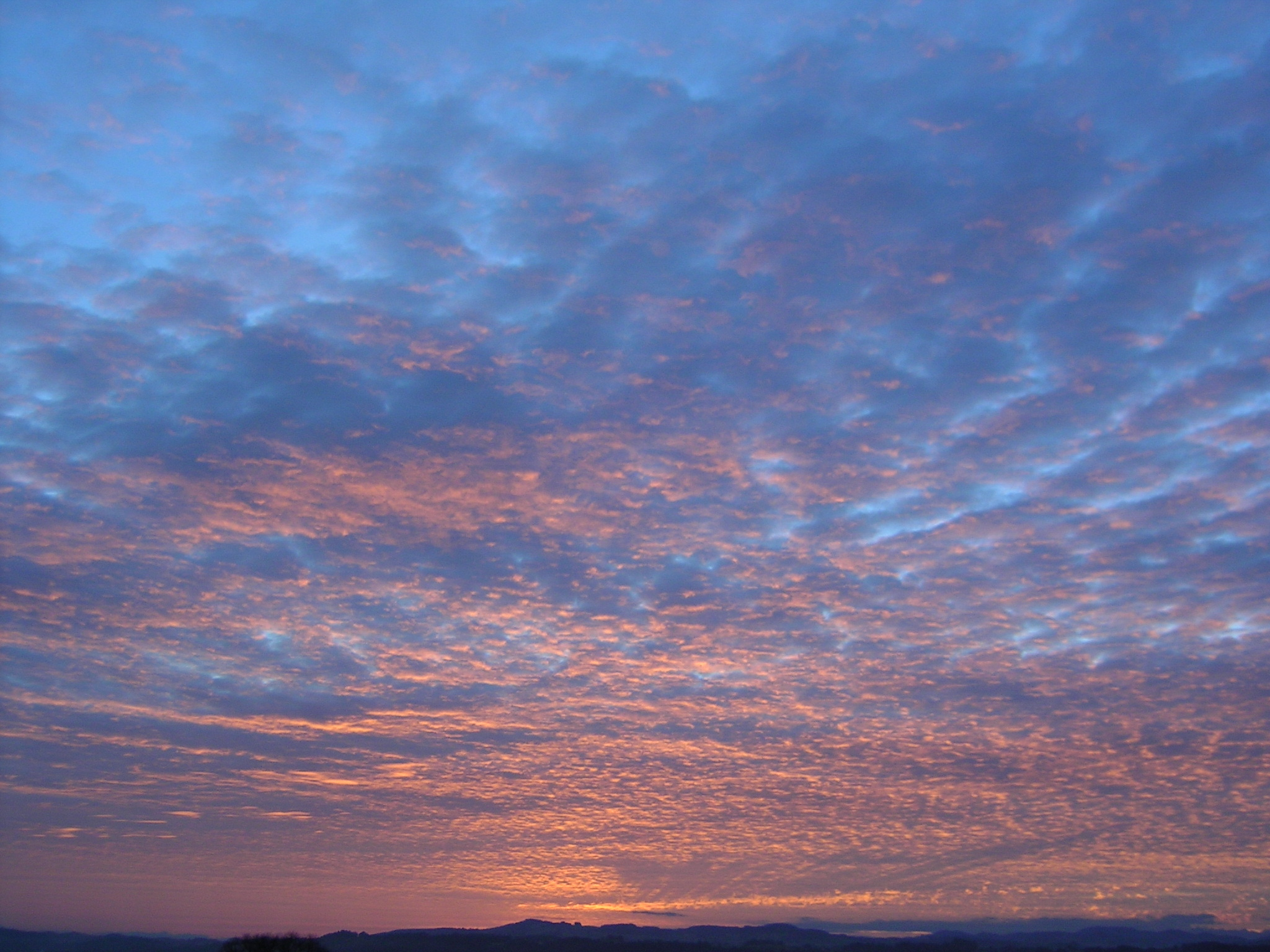
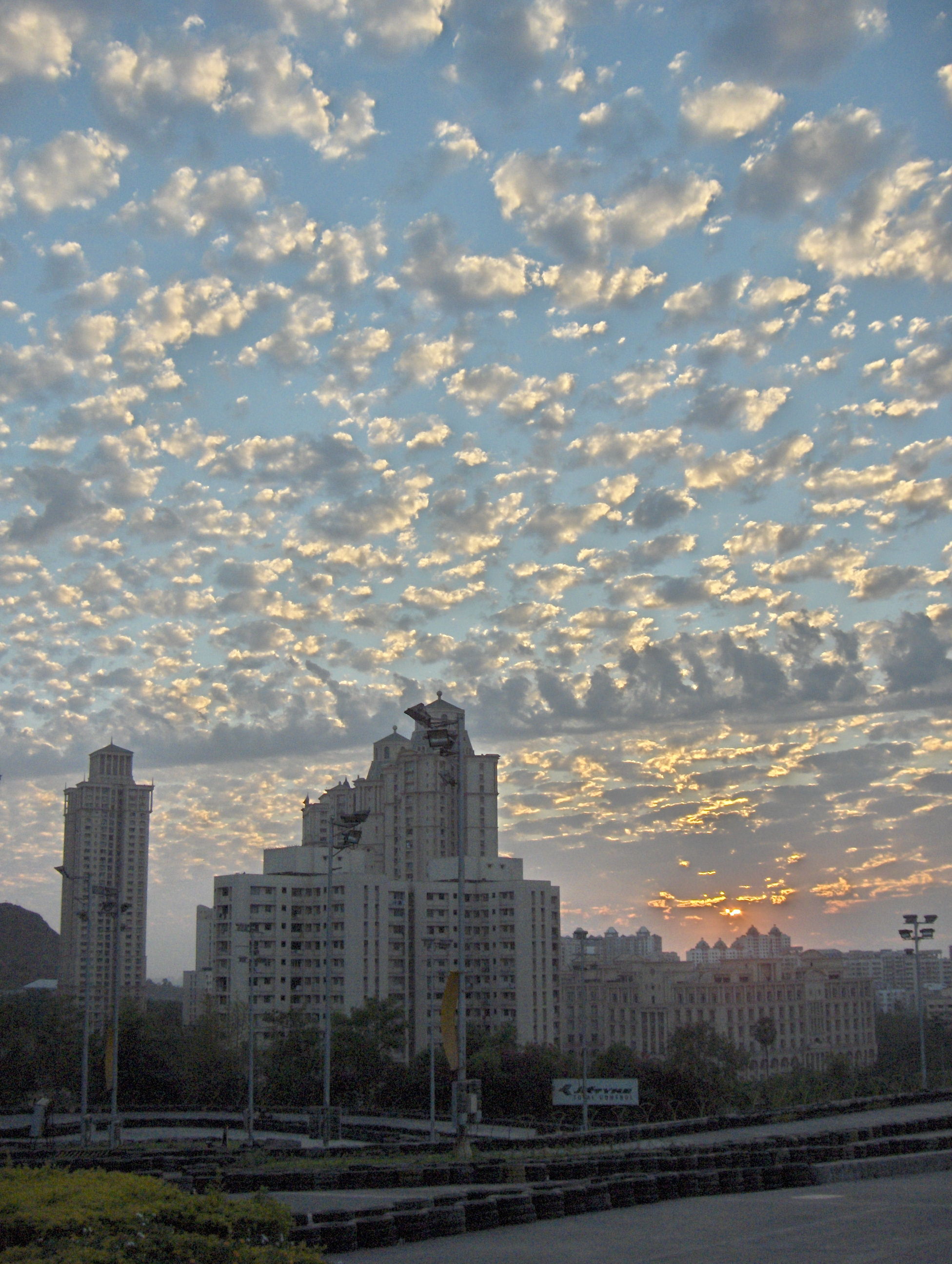